# World Tour w siatkówce plażowej 1993
World Tour w siatkówce plażowej 1993 składał się z trzech turniejów dla każdej z płci.Gospodarzami turniejów mężczyzn były Japonia, USA oraz Brazylia. Kobiety swoje mecze rozgrywały w Brazylii, USA a turniej finałowy odbył się w Chile.

## Zawody

### Mężczyźni
| Turniej                                                      | 1 miejsce                   | 2 miejsce                       | 3 miejsce                           | 4 miejsce                     |
| ------------------------------------------------------------ | --------------------------- | ------------------------------- | ----------------------------------- | ----------------------------- |
| Japan Open Enoshima, Japonia 29 lipca - 1 sierpnia           | Roberto Lopes Franco Neto   | Eduardo Garrido Roberto Moreira | Troy Tanner Dan Vrebalovich         | Al Janc Craig Moothart        |
| United States Open Miami, Stany Zjednoczone 18 - 22 stycznia | Jan Kvalheim Bjørn Maaseide | Roberto Lopes Franco Neto       | Carlos Briceno Jeff Williams        | John Child Eddie Drakich      |
| Brazil Open Rio De Janeiro, Brazylia 1 - 6 lutego            | Roberto Lopes Franco Neto   | Carlos Briceno Jeff Williams    | Zé Marco de Melo Paulo Emilio Silva | Aloizio Claudino Emanuel Rego |

### Kobiety
| Turniej                                                      | 1 miejsce                              | 2 miejsce                              | 3 miejsce                    | 4 miejsce                       |
| ------------------------------------------------------------ | -------------------------------------- | -------------------------------------- | ---------------------------- | ------------------------------- |
| Brazil Open Santos, Brazylia 11 - 14 listopada               | Karolyn Kirby Liz Masakayan            | Isabel Barroso Salgado Roseli Ana Timm | Adriana Behar Magda Lima     | Karina Sandra Pires             |
| United States Open Miami, Stany Zjednoczone 15 - 22 stycznia | Isabel Barroso Salgado Roseli Ana Timm | Barbra Fontana Lori Forsythe           | Karolyn Kirby Liz Masakayan  | Mônica Rodrigues Adriana Samuel |
| Chile Open La Serena, Chile 8 - 11 lutego                    | Karolyn Kirby Liz Masakayan            | Isabel Barroso Salgado Roseli Ana Timm | Barbra Fontana Lori Forsythe | Gail Castro Kehl Elaine Roque   |